# Lotus 94T
O 94T é o modelo da Lotus da temporada de 1983 da Fórmula 1. Condutores: Elio de Angelis e Nigel Mansell. 

## Resultados[1]
(legenda) (em negrito indica pole position e itálico volta mais rápida)
|      |     |                              |    |                 |     |     |     |     |     |     |     |     |       |       |       |       |     |       |       |     |    |  |  |
|      |     |                              |    |                 | BRA | USW | FRA | SMR | MON | BEL | USE | CAN | GBR   | GER   | AUT   | HOL   | ITA | EUR   | RSA   |     |    |  |  |
| 1983 | 94T | Renault-Gordini EF1 V6 Turbo | 11 | Elio de Angelis |     |     |     |     |     |     |     |     | Ret P | Ret P | Ret P | Ret P | 5 P | Ret P | Ret P | 111 | 8º |  |  |
| 1983 | 94T | Renault-Gordini EF1 V6 Turbo | 12 | Nigel Mansell   |     |     |     |     |     |     |     |     | 4 P   |       | 5 P   | Ret P | 8 P | 3 P   | Ret P | 111 | 8º |  |  |

↑1  ↑1  Mansell utilizou o chassi 92 com motor Ford Cosworth aspirado no GP do Brasil (apenas De Angelis) até o Canadá marcando 1 ponto total.
↑2  De Angelis Utilizou o chassi 93T com motor Renault turbo do GP do Oeste dos Estados Unidos até o Canadá e Mansell apenas na Alemanha.